# Aglaonema nitidum
Aglaonema nitidum är en kallaväxtart som först beskrevs av William Jack, och fick sitt nu gällande namn av Carl Sigismund Kunth. Aglaonema nitidum ingår i släktet Aglaonema och familjen kallaväxter.

## Underarter
Arten delas in i följande underarter:
- A. n. curtisii
- A. n. helferi
- A. n. nitidum

## Bildgalleri

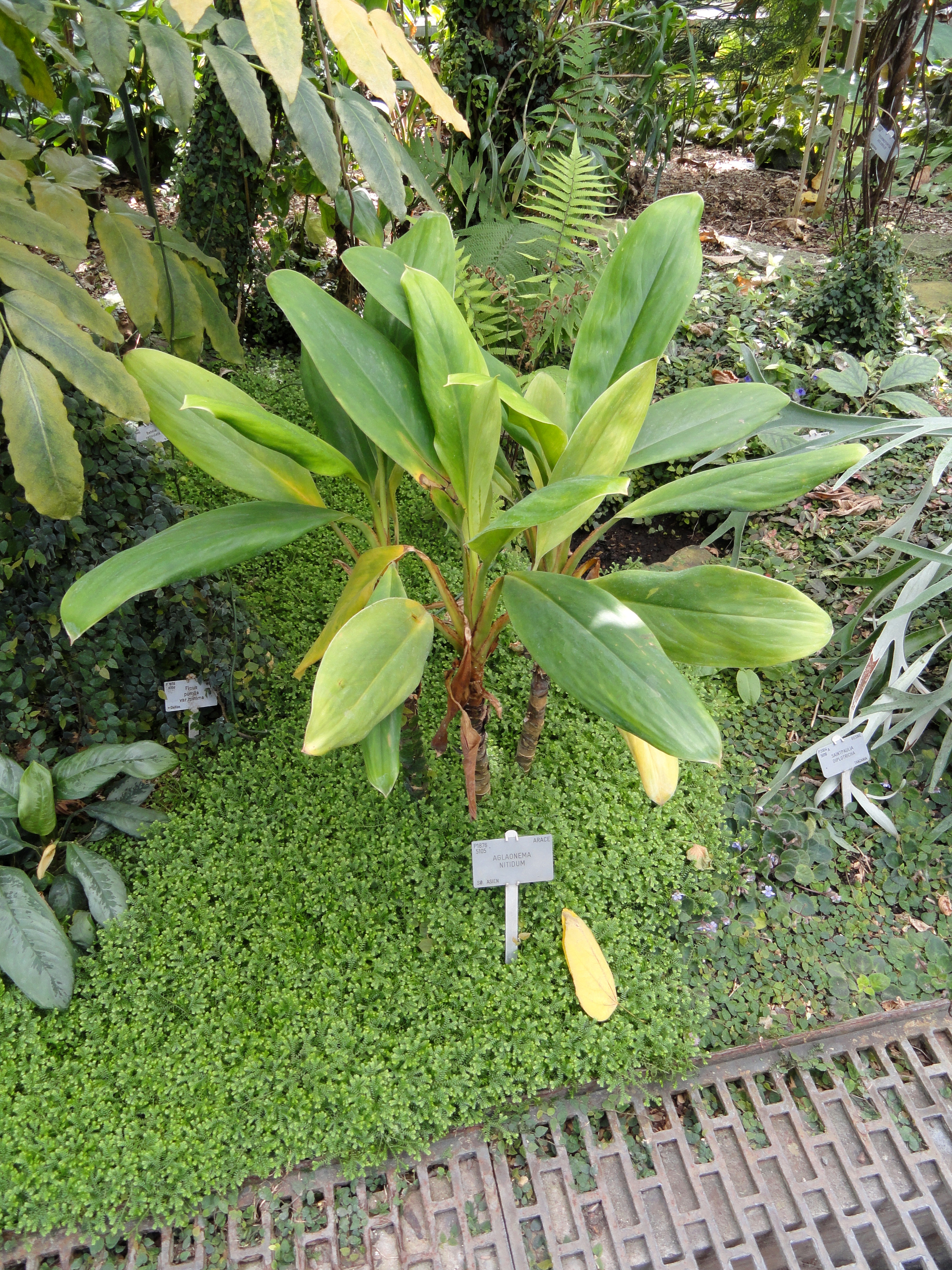
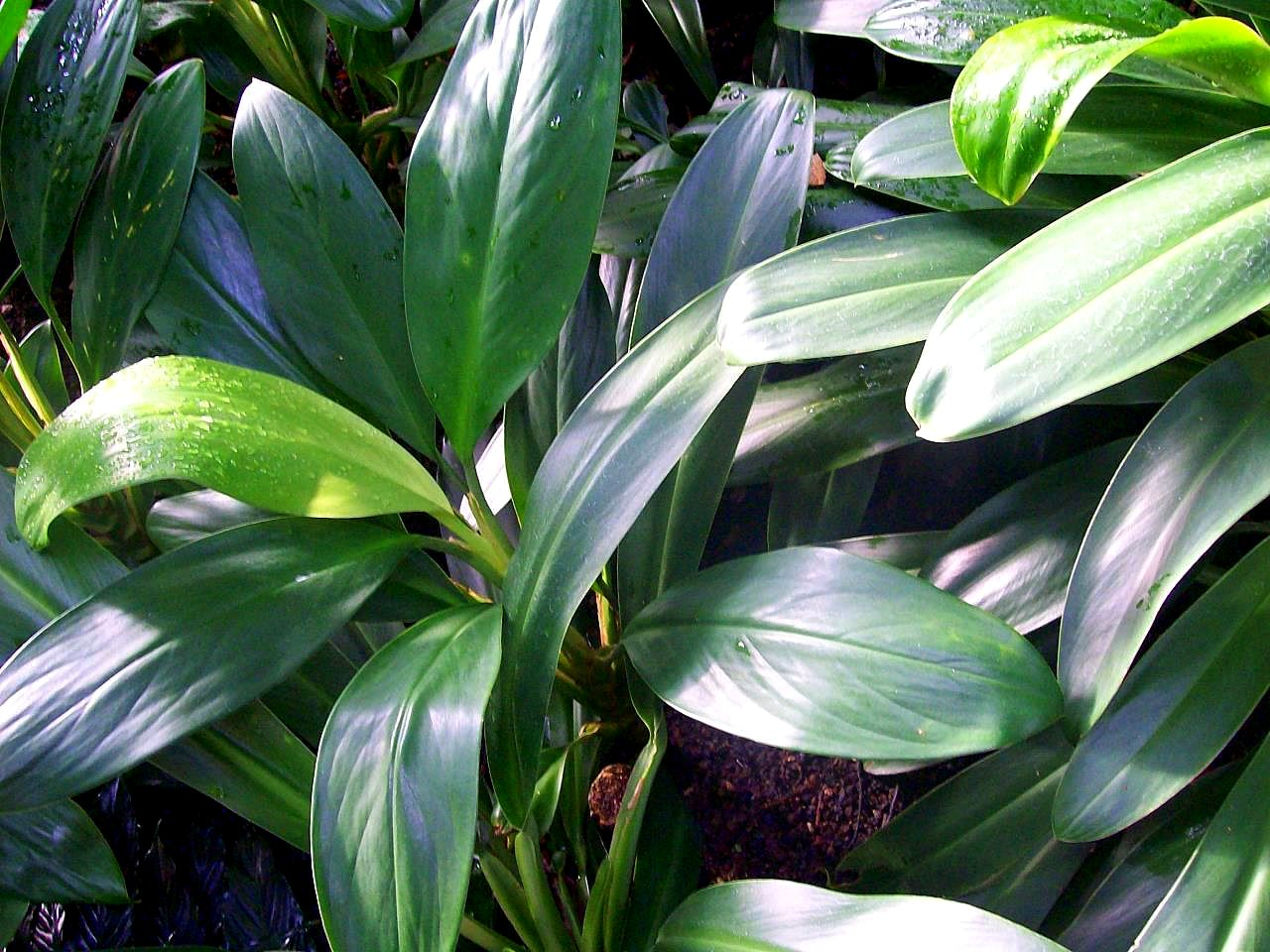
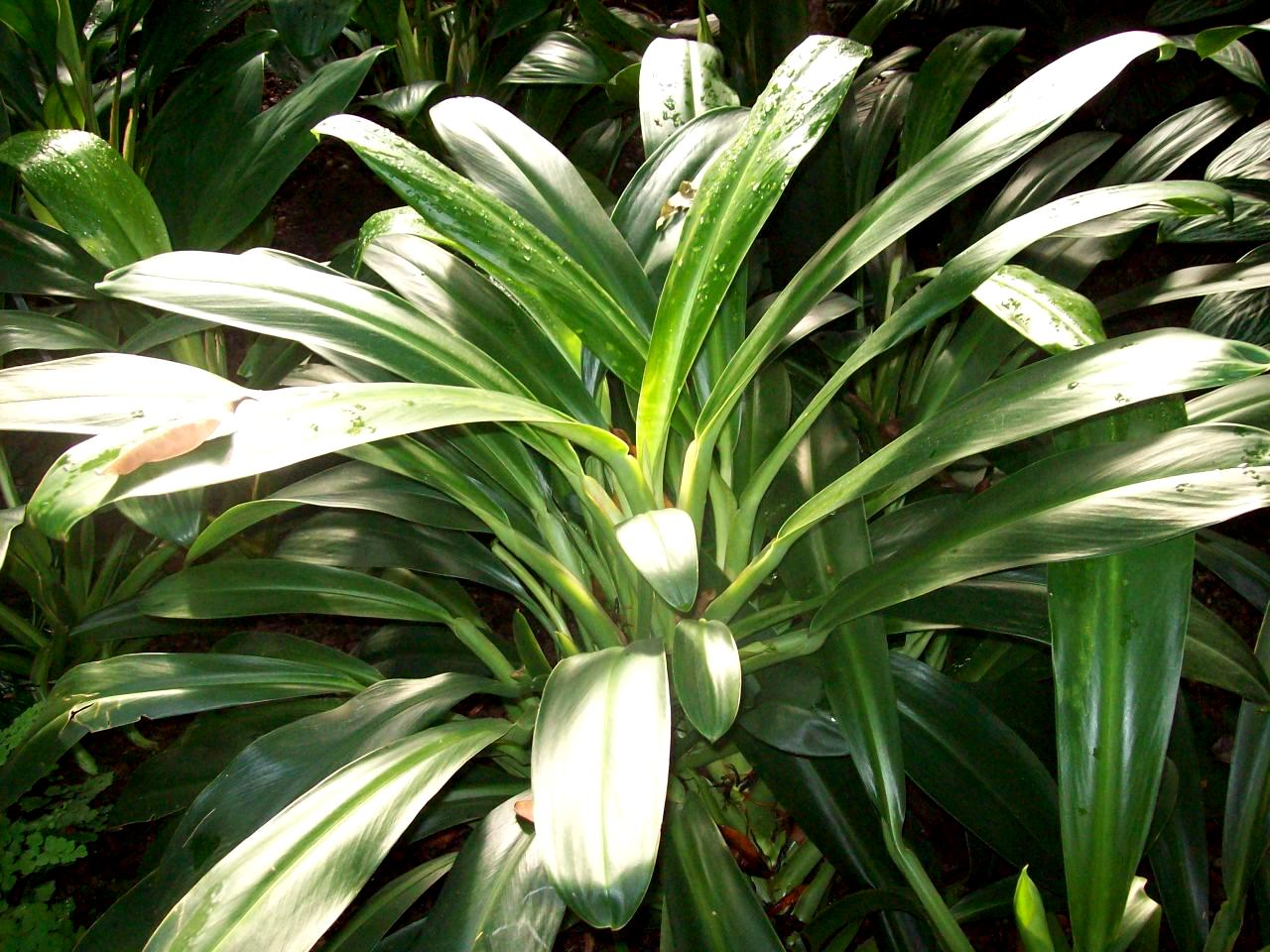
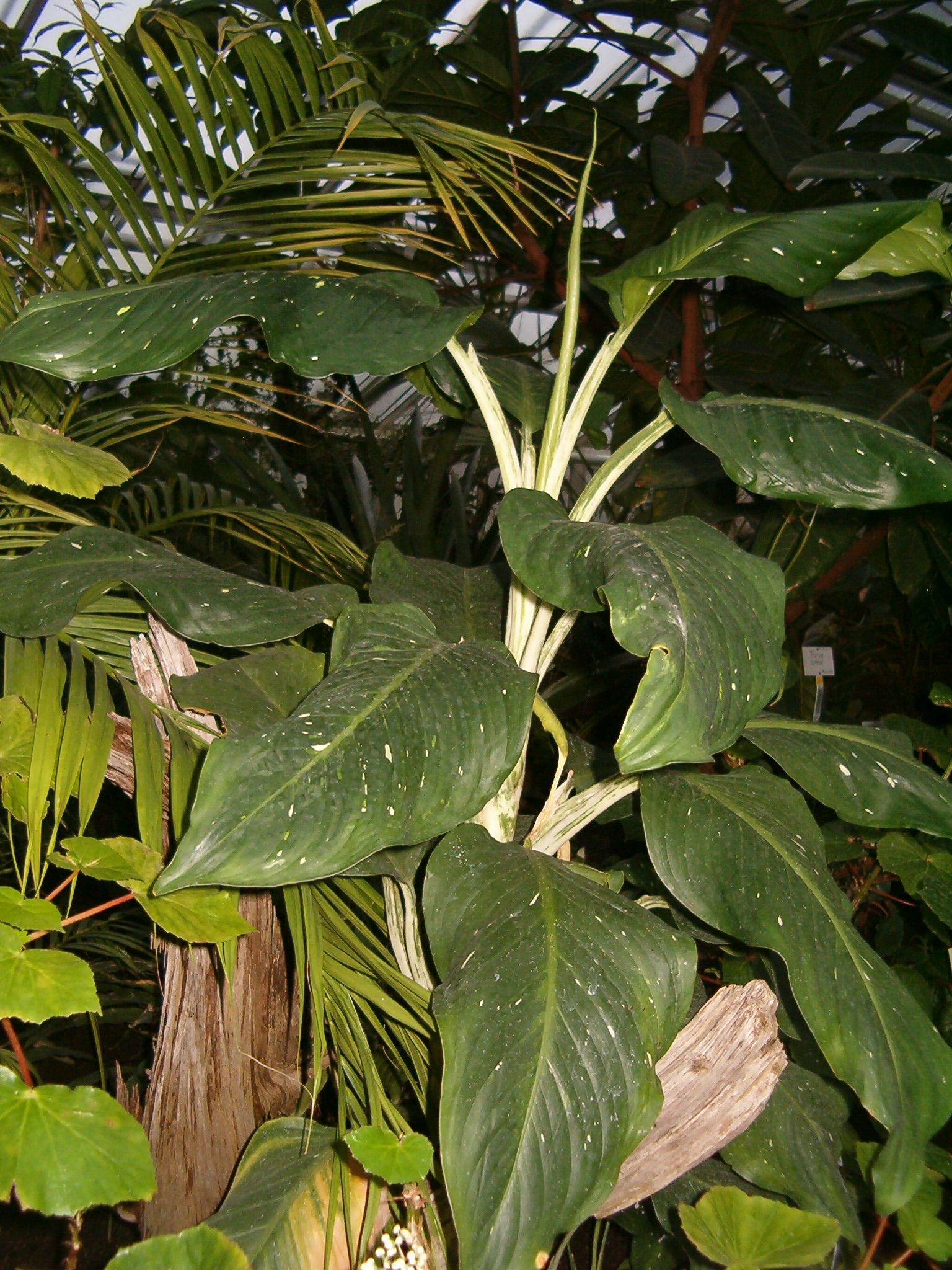